# 오하라역 (오카야마현)
오하라역(일본어: 大原駅)은 일본 오카야마현 미마사카시에 위치한 지즈 급행 지즈 선의 철도역이다. 단선 · 섬식 2면 3선 구조의 복합 승강장을 갖춘 고가역이다.

## 타는 곳
| 1 · 2 · 3 | ■ 지즈 선 | 하행 | 지즈 · 돗토리 · 구라요시 방면            |
| 1 · 2 · 3 | ■ 지즈 선 | 상행 | 가미고리 · 오사카 · 교토 · 오카야마 방면 |

## 역 주변
- 국도 제373호선
- 국도 제429호선
- 오카야마 현도 5호 사쿠토오하라 선
- 미마사카 시청 오하라 종합 지소
- 지즈 급행 오하라 차량 기지

## 역사
- 1994년 12월 3일 : 지즈 급행 지즈 선 개업과 동시에 설치.
- 2009년
  - 8월 10일 : 태풍 9호의 영향에 의한 폭우 피해로 인해, 일시적인 열차 발착이 없어짐.
  - 8월 12일 : '슈퍼 하쿠토'이 히라후쿠 역 - 당 역 간의 대행 버스 수송을 개시해 운행 재개. '슈퍼 하쿠토' 연장 운휴.
  - 8월 29일 : 지즈 선이 전면적으로 운행 재개.

## 인접 역
| 지즈 급행 ■ 지즈 선          | 지즈 급행 ■ 지즈 선 | 지즈 급행 ■ 지즈 선    |
| ---------------------------- | ------------------- | ---------------------- |
| 미야모토무사시 가미고리 방면 | ■ 지즈 선           | 니시아와쿠라 지즈 방면 |